# Belgeard
Belgeard est une commune française, située dans le département de la Mayenne en région Pays de la Loire, peuplée de 560 habitants (les Belgeardais).
La commune fait partie de la province historique du Maine, et se situe dans le Bas-Maine.

## Géographie

### Communes limitrophes
| La Bazoge-Montpinçon | La Bazoge-Montpinçon, Aron | Aron     |
| Moulay, Commer       | Belgeard                   | Jublains |
| Commer               | Montourtier                | Jublains |

### Climat
Pour des articles plus généraux, voir Climat des Pays de la Loire et Climat de la Mayenne.
En 2010, le climat de la commune est de type climat océanique altéré, selon une étude du CNRS s'appuyant sur une série de données couvrant la période 1971-2000. En 2020, Météo-France publie une typologie des climats de la France métropolitaine dans laquelle la commune est exposée à un climat océanique et est dans la région climatique  Moyenne vallée de la Loire, caractérisée par une bonne insolation (1 850 h/an) et un été peu pluvieux. 
Pour la période 1971-2000, la température annuelle moyenne est de 10,7 °C, avec une amplitude thermique annuelle de 13,8 °C. Le cumul annuel moyen de précipitations est de 824 mm, avec 13,2 jours de précipitations en janvier et 7,3 jours en juillet. Pour la période 1991-2020, la température moyenne annuelle observée sur la station météorologique de Météo-France la plus proche, sur la commune de Mayenne à 7 km à vol d'oiseau, est de 11,7 °C et le cumul annuel moyen de précipitations est de 849,9 mm,. Pour l'avenir, les paramètres climatiques de la commune estimés pour 2050 selon différents scénarios d'émission de gaz à effet de serre sont consultables sur un site dédié publié par Météo-France en novembre 2022.

## Urbanisme

### Typologie
Au 1er janvier 2024, Belgeard est catégorisée commune rurale à habitat dispersé, selon la nouvelle grille communale de densité à sept niveaux définie par l'Insee en 2022.
Elle est située hors unité urbaine. Par ailleurs la commune fait partie de l'aire d'attraction de Mayenne, dont elle est une commune de la couronne,. Cette aire, qui regroupe 27 communes, est catégorisée dans les aires de moins de 50 000 habitants,.

### Occupation des sols
L'occupation des sols de la commune, telle qu'elle ressort de la base de données européenne d’occupation biophysique des sols Corine Land Cover (CLC), est marquée par l'importance des territoires agricoles (64,1 % en 2018), en diminution par rapport à 1990 (67,2 %). La répartition détaillée en 2018 est la suivante : 
prairies (48,8 %), forêts (32,8 %), terres arables (15,3 %), zones urbanisées (1,9 %), espaces verts artificialisés, non agricoles (1,1 %). L'évolution de l’occupation des sols de la commune et de ses infrastructures peut être observée sur les différentes représentations cartographiques du territoire : la carte de Cassini (XVIIIe siècle), la carte d'état-major (1820-1866) et les cartes ou photos aériennes de l'IGN pour la période actuelle (1950 à aujourd'hui).

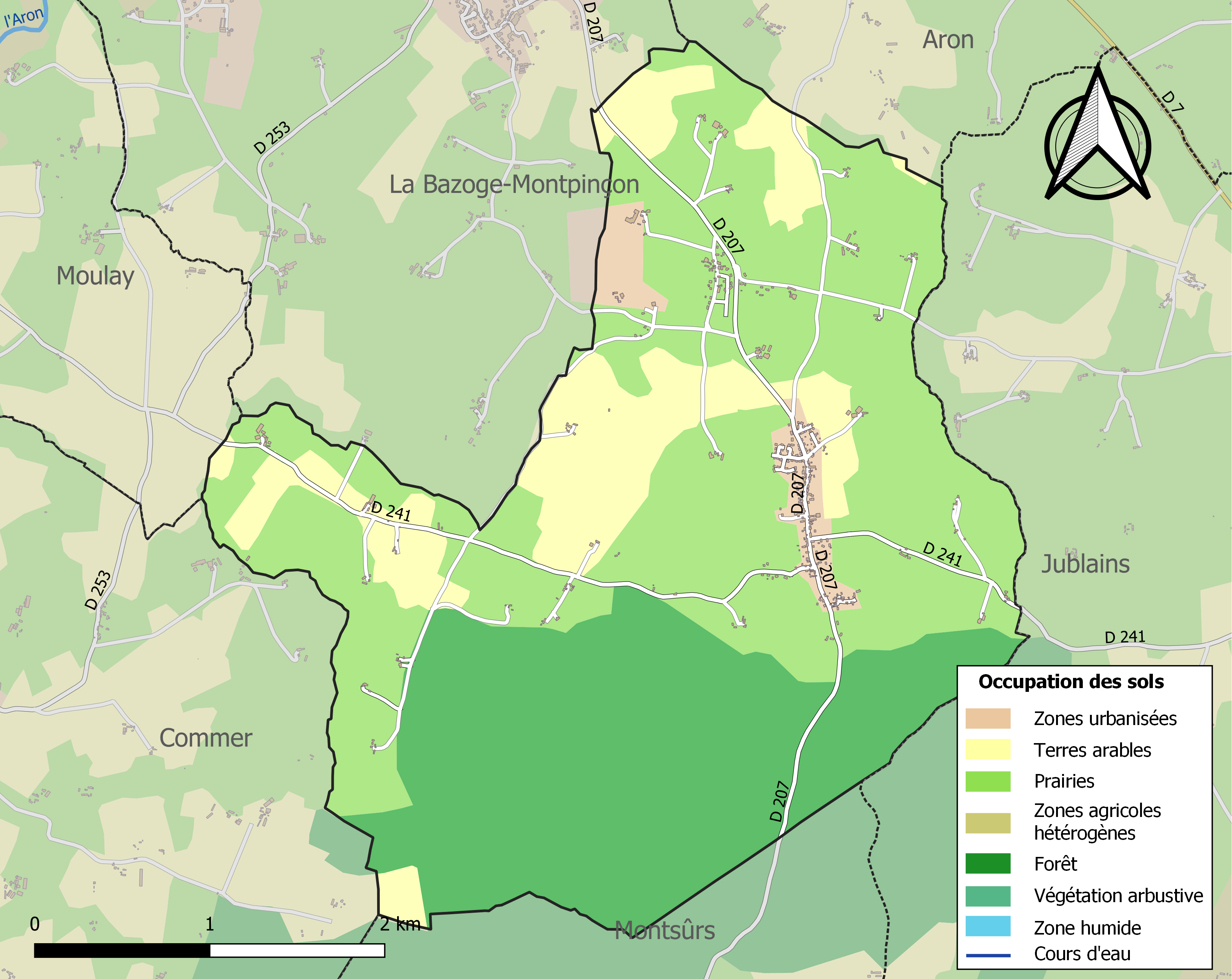
Carte des infrastructures et de l'occupation des sols de la commune en 2018 (CLC).

## Histoire
Le chef-lieu de la commune était situé à l'ancien bourg de Belgeard jusqu'au 8 juin 1876, avec la mairie, l'église, les maisons d'école, le presbytère mais Belgeard avait beaucoup moins d'importance que Bourg-Nouvel en population et en commerces.
L’église et les écoles de Belgeard avaient desservi La Bazoge-Montpinçon jusqu’à ce que cette commune en soit dotée ; à partir de 1871, les habitants de Bourg-Nouvel commencèrent les démarches nécessaires au déplacement du chef-lieu. Dès 1873, des écoles, une église, un presbytère étaient construits et le 3 août de la même année, une délibération motivée avec pièces à l'appui demandait le transfert du chef-lieu de la commune à Bourg-Nouvel. Le conseil général se prononce en faveur du transfert en avril 1876, l’arrêté préfectoral suivit.

## Politique et administration
Le conseil municipal est composé de quinze membres dont le maire et trois adjoints.

## Population et société

### Démographie
L'évolution du nombre d'habitants est connue à travers les recensements de la population effectués dans la commune depuis 1793. Pour les communes de moins de 10 000 habitants, une enquête de recensement portant sur toute la population est réalisée tous les cinq ans, les populations de référence des années intermédiaires étant quant à elles estimées par interpolation ou extrapolation. Pour la commune, le premier recensement exhaustif entrant dans le cadre du nouveau dispositif a été réalisé en 2005.
En 2022, la commune comptait 560 habitants, en évolution de −8,79 % par rapport à 2016 (Mayenne : −0,73 %, France hors Mayotte : +2,11 %).
Belgeard a compté jusqu'à 650 habitants en 1836.
| 1793 | 1800 | 1806 | 1821 | 1831 | 1836 | 1841 | 1846 | 1851 |
| ---- | ---- | ---- | ---- | ---- | ---- | ---- | ---- | ---- |
| 578  | 602  | 595  | 624  | 630  | 650  | 608  | 587  | 624  |

| 1856 | 1861 | 1866 | 1872 | 1876 | 1881 | 1886 | 1891 | 1896 |
| ---- | ---- | ---- | ---- | ---- | ---- | ---- | ---- | ---- |
| 630  | 648  | 621  | 599  | 621  | 608  | 574  | 543  | 502  |

| 1901 | 1906 | 1911 | 1921 | 1926 | 1931 | 1936 | 1946 | 1954 |
| ---- | ---- | ---- | ---- | ---- | ---- | ---- | ---- | ---- |
| 465  | 457  | 439  | 373  | 340  | 345  | 344  | 351  | 308  |

| 1962 | 1968 | 1975 | 1982 | 1990 | 1999 | 2005 | 2006 | 2010 |
| ---- | ---- | ---- | ---- | ---- | ---- | ---- | ---- | ---- |
| 301  | 301  | 290  | 307  | 332  | 335  | 457  | 471  | 553  |

| 2015 | 2020 | 2022 | - | - | - | - | - | - |
| ---- | ---- | ---- | - | - | - | - | - | - |
| 606  | 569  | 560  | - | - | - | - | - | - |

### Enseignement
Il y a une école matrenelle et primaire publique située sur la commune.

## Lieux et monuments

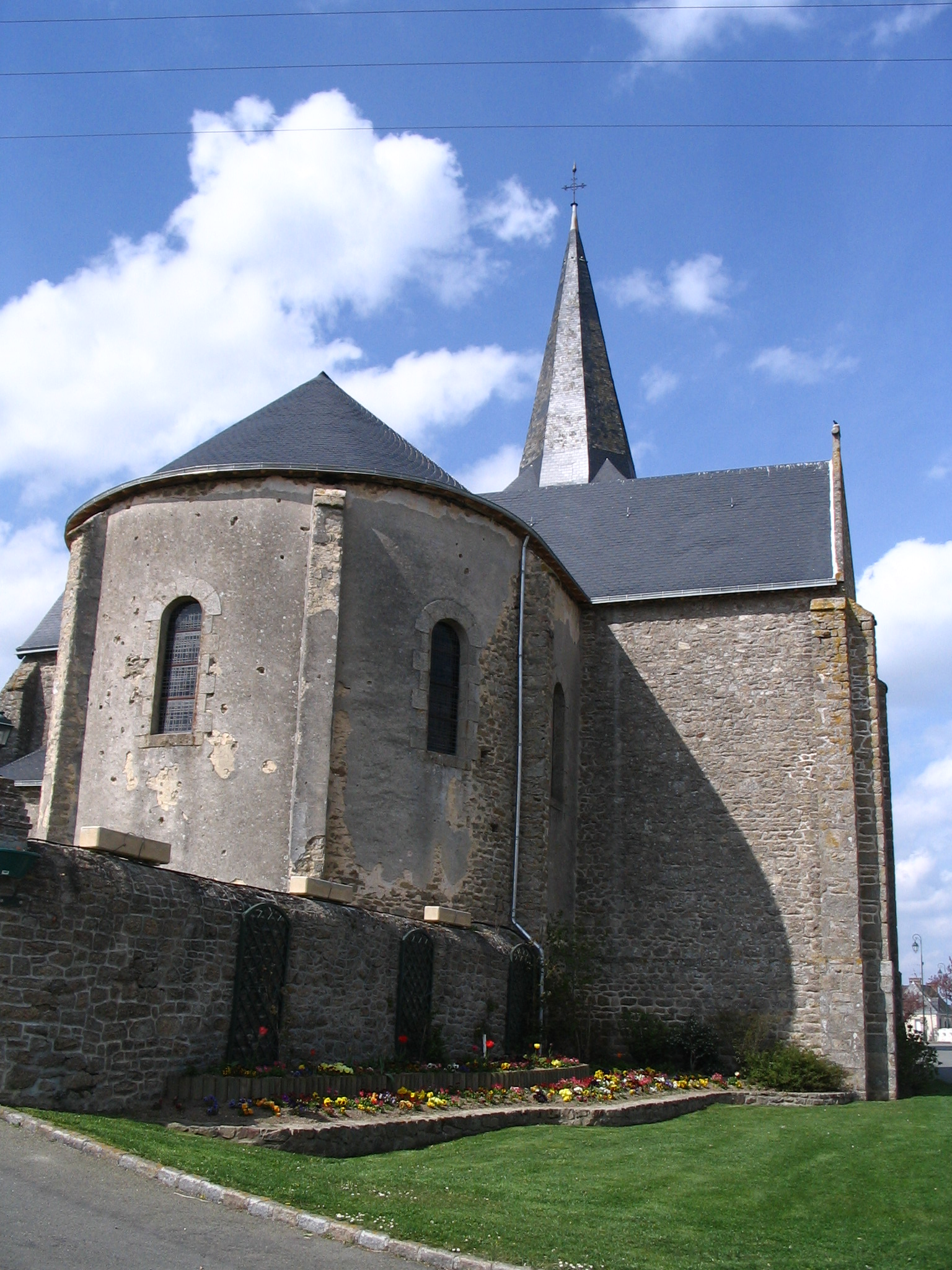
L'église de Bourgnouvel.

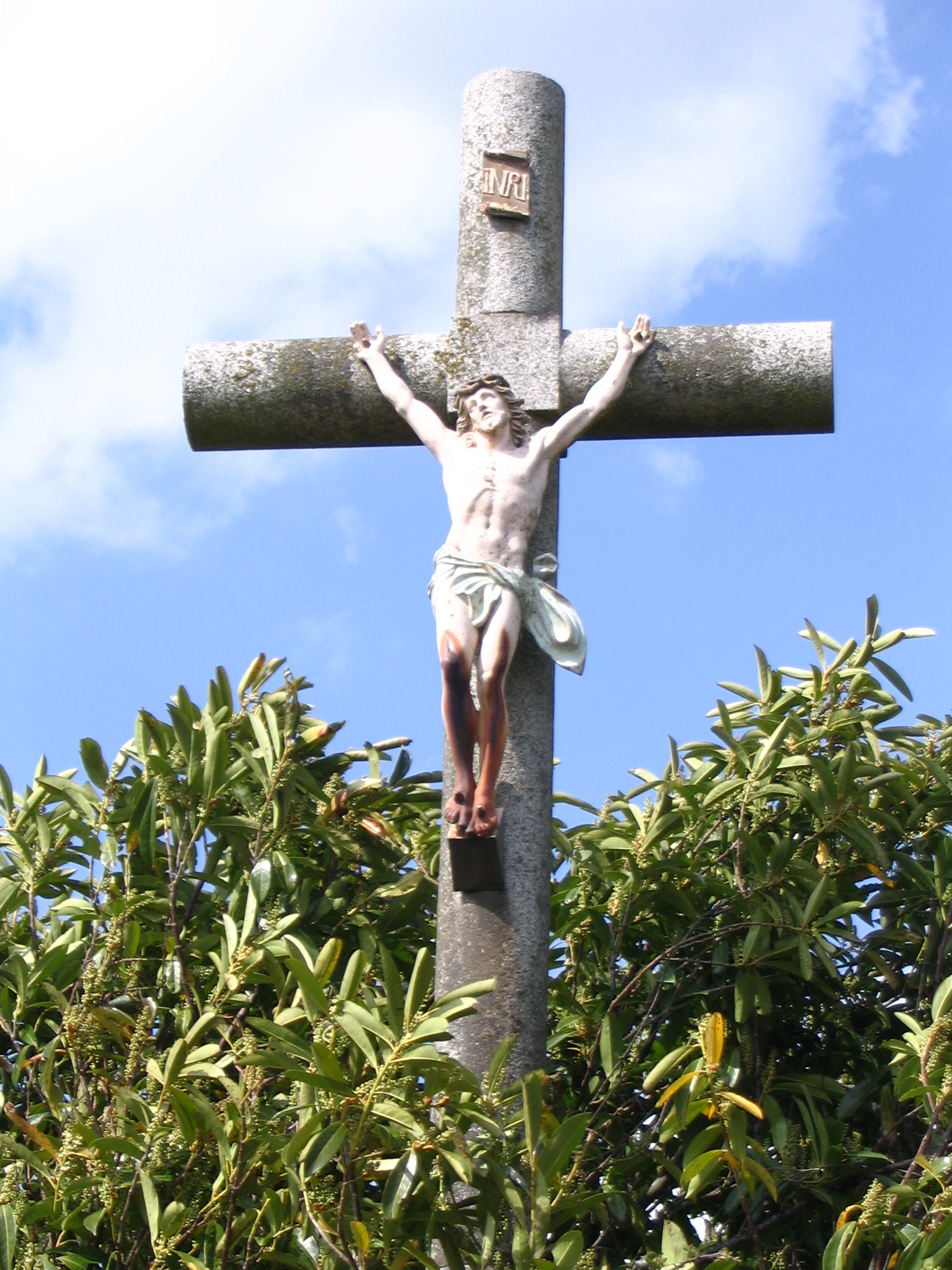
Calvaire.

- L'église de Bourgnouvel (XIXe siècle) abrite une croix de procession classée à titre d'objet aux Monuments historiques[24] ;
- Château de la Rouairie (XIXe siècle) ;
- Chapelle Sainte-Anne de Bourgnouvel.
- L'ancienne église Notre-Dame, édifice roman du XIIe siècle[réf. nécessaire], a été détruite en 2003 par la commune. Il s'agissait de son plus ancien bâtiment[25].

### Personnalités liées à la commune
- Maurice Dutreil (1875-1940), homme politique, est mort à Belgeard.